# Joyce Harrington
Pour les articles homonymes, voir Harrington.
Joyce Harrington, née en 1932 à Jersey City dans le New Jersey aux États-Unis et morte en 2011, est une femme de lettres américaine, auteure de roman policier.

## Biographie
En 1972, elle publie sa première nouvelle, The Purple Shroud pour laquelle est lauréate du prix Edgar-Allan-Poe 1973. « spécialisée dans les textes courts, concis et cruels, un peu dans la veine de Roald Dahl qu'elle admire », elle publie de nombreux récits dans Ellery Queen's Mystery Magazine.
Elle est également l'auteure de trois romans policiers. En 1980, elle fait paraître Nul ne connaît mon nom (No One Knows My Name) « un amusant whodunit qui s'apparente à une comédie de mœurs avec quelques portraits sans complaisance du milieu théâtral ». En 1987, elle écrit Nuit sanglante (Dreemz of the Night) qui est plutôt un roman noir. Selon Claude Mesplède, « si ca chute est un peu prévisible pour le lecteur averti, le talent de la romancière permet cependant de se laisser emporter dans le monde souterrain des taggers ».

## Œuvre

### Romans
- No One Knows My Name (1980) Publié en français sous le titre Nul ne connaît mon nom, Paris, Fleuve noir, coll. « Littérature policière » no 6 (1983)  (ISBN 2-265-02212-8)
- Family Reunion (1982)
- Dreemz of the Night (1987) Publié en français sous le titre Nuit sanglante, Paris, Éditions Gérard de Villiers, coll. « Polar U.S.A. » no 11 (1989)  (ISBN 2-7386-0033-6)

### Nouvelles
- The Purple Shroud (1972)
- The Plastic Jungle (1972)
- My Neighbor, Ay (1974)
- Things Change (1974)
- The Cabin in the Hollow (1974) Publié en français sous le titre La Petite Maison, Paris, Futuropolis, coll. « Futuropolice nouvelle » no 4 (1985)
- Vienna Sausage (1974)
- Night Crawlers (1975) Publié en français sous le titre Rampe, rampe ma vengeance, Paris, Opta, Mystère magazine no 327 (mai 1975)
- The Tomato Man's Daughter (1975) Publié en français sous le titre La Fille du maraîcher, Paris, Opta, Mystère magazine no 332 (octobre 1975)
- The Flat Above the Garage (1975), aussi titré The Garage Apartment Publié en français sous le titre L'Appartement au-dessus du garage, dans le recueil Histoires qui font tilt, Paris, Pocket, coll. « Presses pocket » no 2361 (1985)  (ISBN 2-266-01584-2)
- The Green Patch (1975) Publié en français sous le titre La Tache verte, Paris, Opta, Mystère magazine no 334 (décembre 1975)
- It Never Happened (1975)
- Death of a Princess (1975)
- What My Left Hand Does (1975)
- The Pretty Lady Passes By (1976)
- Looking for Milliken Street (1976)
- The Season Ticket Holder (1976)
- Blue Monday (1976)
- Gemini and the Missing Mother (1976)
- The Couple Next Door (1976)
- Don't Wait for Me (1976)
- The Two Sisters (1976)
- Grass (1977)
- The Thirteenth Victim (1977)
- August Is a Good Time for Killing (1977)
- When Push Comes to Shove (1977)
- The Old Grey Cat (1977)
- Happy Birthday, Darling (1979)
- A Place of her Own (1979) Publié en français sous le titre Un endroit où aller, Paris, Polar no 9 (février 1980)
- My Friend, Mr. Cunningham (1979)
- Dispatching Bootsie (1981)
- Sweet Baby Jenny (1981) Publié en français sous le titre Sweet Baby Jenny, dans le recueil Les Reines du crime, Paris, Pocket, coll. « Presses pocket » no 12345 (2006)  (ISBN 9-782-26620660-0)
- Honeymoon Home (1981)
- Adress Unknown (1982)
- Why I Don't Drink Lemonade (1984)
- A Letter to Amy (1985)
- The au Pair Girl (1987) Publié en français sous le titre La Jeune Fille au pair, dans Anthologie du Mystère 90. Les Dernières Nouvelles du crime, Paris, Éditions du Masque (1990)  (ISBN 2-702-42016-8)
- Saving Grace, (1988) Publié en français sous le titre Rendez-nous Grace, dans l'anthologie Le Retour de Philip Marlowe, Paris, Presses de la Cité (1990)  (ISBN 2-258-03008-0)
- Cop Groupie (1993)
- Eunice and Wally (1998) Publié en français sous le titre Eunice et Wally, dans le recueil Meurtres en cavale, Paris, Éditions Albin Michel, coll. « Spécial suspense » (2001)  (ISBN 2-226-12125-0) ; réédition LGF, coll. « Le Livre de poche » no 17303 (2003)  (ISBN 2-253-17303-7)
- In the Mary Month of Mayhem (2002) Publié en français sous le titre En mai, sauve qui peut !, dans le recueil Meurtres en famille, Paris, Éditions Albin Michel, coll. « Spécial suspense » (2005)  (ISBN 2-226-15841-3), réédition, LGF, coll. « Le Livre de poche » no 37250 (2008)  (ISBN 978-2-253-12039-1)

## Prix et distinctions
- Prix Edgar-Allan-Poe 1973 de la meilleure nouvelle pour The Purple Shroud

## Sources
: document utilisé comme source pour la rédaction de cet article.
- Claude Mesplède (dir.), Dictionnaire des littératures policières, vol. 1 : A - I, Nantes, Joseph K, coll. « Temps noir », 2007, 1054 p. (ISBN 978-2-910-68644-4, OCLC 315873251), p. 932